# Глас Српске
«Глас Српске» (серб. Глас Српске) — ежедневная газета в Республике Сербской. На протяжении своего существования она несколько раз меняло названия. Первый номер был издан югославскими партизанами Босанской Краины в Жупице близ Дрвара 31 июля 1943 года. В 1945—1951 годах газета выходила в Баня-Луке как печатный орган регионального народного фронта под названием «Банялукские новости» (серб. Бањалучке новине). 13 мая 1963 года газета вновь стала выходить под названием «Глас». С сентября 1953 года стала печататься от имени Социалистического союза трудового народа Югославии.
15 сентября 1992 года, во время распада Югославии и войны в Боснии и Герцеговине «Глас» решением Народной скупщины Республики Сербской стал ежедневной газетой Республики Сербской и 28 сентября получил название «Глас српски». Под ним он публиковался вплоть до 5 мая 2003 года, когда был переименован в «Глас Српске».
9 января 1994 года газета награждена орденом Негоша 1 степени Республики Сербской.